# Gyromite
Gyromite, auch bekannt als Robot Gyro (jap.: ジャイロ), ist ein Videospiel für das Nintendo Entertainment System (NES) aus dem Jahr 1985. Es ist eines von nur zwei Spielen, die mithilfe des Robotic Operating Buddy (R.O.B.) gesteuert werden können; das andere ist Stack-Up. Gyromite ist eines der frühesten Entwicklungen von Nintendo für das NES.

## Handlung
Professor Hector (Spieler 1) und sein Gehilfe Professor Vector (optionaler Spieler 2) durchwandern ihr Laboratorium mithilfe ihrer besten Schöpfung, R.O.B. Dabei sehen sie sich von willkürlich verteiltem Dynamit und angriffslustigen vogelähnlichen grünen Kreaturen bedroht. Hectors Ziel ist es, alle Dynamitstangen einzusammeln, um die Gefahr abzuwenden.
Neben dem gefährdeten Laboratorium sorgt auch Hectors Schlafwandelei für gefährliche Touren des Professors.

## Steuerung

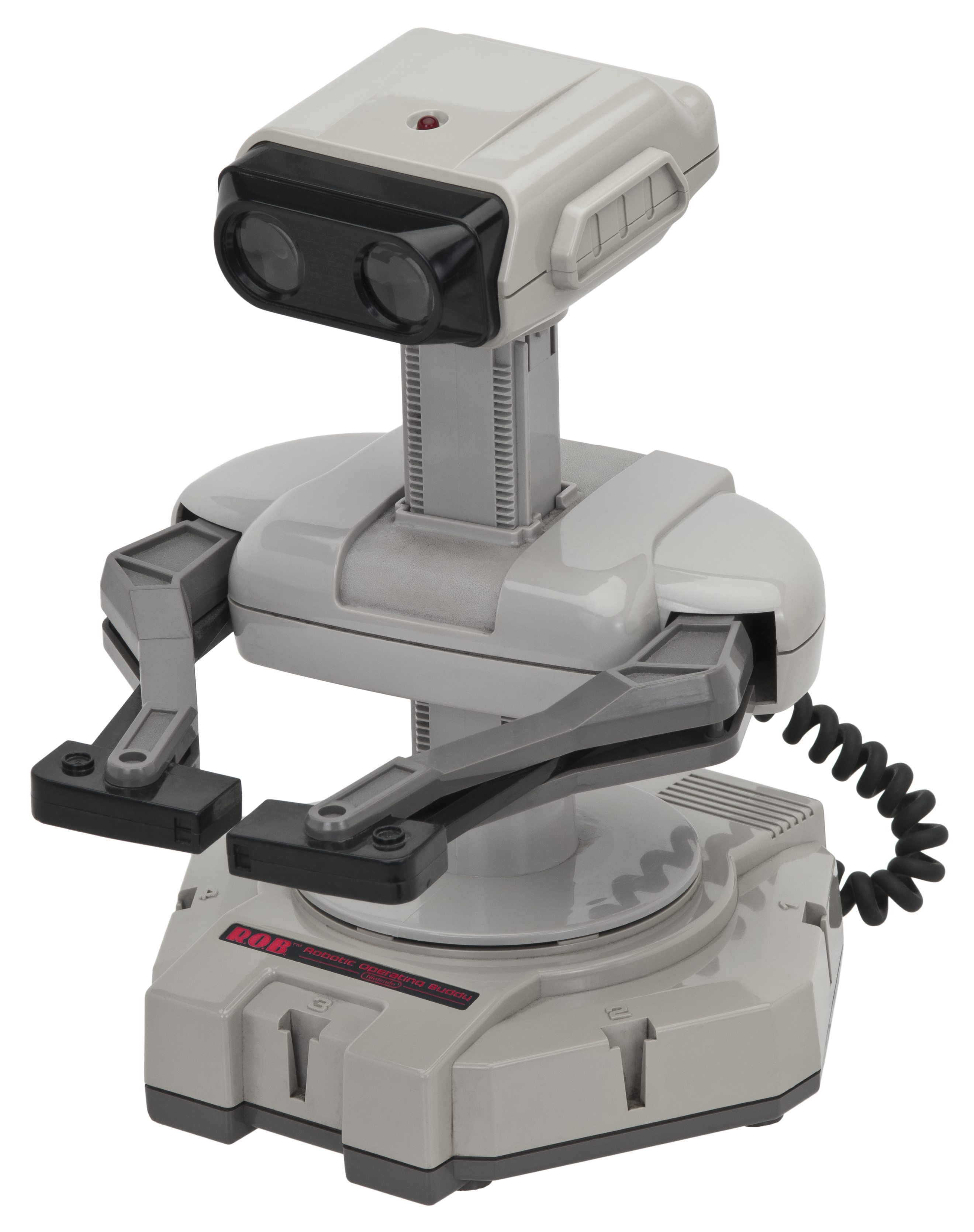
R.O.B.

Der Professor bewegt sich mithilfe des ersten Controllers, während die roten und blauen Säulen, die über das Spielfeld verteilt sind, über den zweiten Controller nach oben und unten gesteuert werden können. Den zweiten Controller kann dabei R.O.B. übernehmen. Um den Nintendo-Spieleroboter zu steuern, drückt der Spieler auf dem ersten Controller die Start-Taste, woraufhin sich der Bildschirm blau verfärbt und R.O.B. mittels optischem Sensor auf einen Befehl wartet. Ein Druck auf den A- bzw. B-Knopf veranlasst den Roboter dazu, einen an der Seite befestigten Kreisel aufzunehmen und mit dessen Hilfe über eine Apparatur den entsprechenden Knopf auf dem zweiten Controller zu drücken. Dieser bewegt dann die blauen, bzw. roten Säulen im Spiel und eröffnet dem Professor somit neue Wege.

## Spielmodi
Gyromite bietet in seinem Hauptmenü zwei verschiedene Spielmodi (A und B) sowie einen Test- und einen Direktmodus.

### Spiel A
Der erste Spielmodus ist für einen (Hector) oder zwei Spieler (Hector und Vector) gedacht, wobei sich im letzteren Fall beide Spiele am gleichen Controller abwechseln müssen.
In Spiel A geht es darum, den Professor durch sein Laboratorium zu steuern und alle Dynamitstangen einzusammeln, bevor der Timer abläuft und ohne von einem der grünen Smicks gefangen zu werden. Mithilfe einer roten Rübe, die sich überall findet, kann der Professor die Smicks ablenken und somit ungefährlich machen. Da Hector, bzw. Vector nicht springen können, müssen sie die verschiedenen Plattformen der kleinen Level mithilfe von grünen Seilen erklettern oder sich von den blauen und roten Säulen, die von R.O.B. gesteuert werden, transportieren lassen. Ist das gesamte Dynamit eingesammelt und der Raum somit gesichert, geht es ins nächste von insgesamt 40 Leveln.
Gesammelte Dynamitstangen, durch die beweglichen Säulen zerquetschte Smicks und verbleibende Zeit beim Beenden eines Levels sorgen für Punkte auf einem Punktekonto. Jeder Professor verfügt am Anfang über fünf Leben; er verliert eines, wenn ihn ein Smick erwischt, er sich selbst mit einer Säule zerquetscht oder die Zeit abläuft. Daraufhin muss er dasselbe Level von Neuem beginnen.

### Spiel B
Der zweite Spielmodus ist nur für einen Spieler gedacht. Hier geht es darum, dem schlafwandelnden Professor Hector den Weg zum rechten Bildschirmrand freizumachen. Hierbei ist lediglich R.O.B. kontrollierbar. Deswegen braucht ein Befehl an den Roboter auch nicht wie sonst mit dem Start-Knopf des Controllers angekündigt zu werden. Hector beginnt am linken Bildschirmrand und bewegt sich langsam, aber automatisch nach rechts, bis er mit R.O.B.s Hilfe die rechte Seite erreicht.

### Test
Der Testmodus dient lediglich dazu, R.O.B.s Fähigkeit, Lichtbefehle vom Bildschirm zu empfangen, zu bestätigen. Ein Druck auf den Select-Knopf sendet ein Signal an den Roboter, wodurch dessen rote LED aufleuchten sollte.

### Direkt
Hier wird kein Spiel gespielt, sondern lediglich R.O.B. ferngesteuert. Die verschiedenen Knöpfe des Controllers sorgen für bestimmte Bewegungen des Nintendo-Roboters: Hoch und runter lassen die Arme steigen oder sinken, links und rechts dreht die Arme im oder gegen den Uhrzeigersinn. A öffnet die Arme und B schließt sie wieder.

## Spielname und Famicom-Adapter
Obwohl das Spiel außerhalb Japans Gyromite heißt, zeigt der Menübildschirm den japanischen Namen Robot Gyro an, denn das Spiel wurde für den außerjapanischen Markt eins zu eins übernommen. Frühe amerikanische und europäische Versionen unterscheiden sich lediglich in einem Adapter von dem japanischen Original, mit dessen Hilfe das ursprüngliche Famicom-Spiel auf einem NES verwendet werden kann. Famicom benutzt einen 60-Pin-Connector zwischen Spiel und Konsole, das NES einen 72-Pin-Connector.